# 2002
| [ Edytuj tabelę ]                                                | |
| Prezydent Polski                                                 | - 1995 Aleksander Kwaśniewski 2005 |
| Premier Polski                                                   | - 2001 Leszek Miller 2004 |
| Prezydent Abchazji                                               | - 1994 Władisław Ardzinba 2005 |
| Premier Abchazji                                                 | - 2001 Anri Dżergenia 2002 - 2002 Gennadi Gagulia 2003 |
| Prezydent Afganistanu                                            | - 2001 Hamid Karzaj 2014 |
| Prezydent Albanii                                                | - 1997 Rexhep Mejdani 2002 - 2002 Alfred Moisiu 2007 |
| Premier Albanii                                                  | - 1999 Ilir Meta 2002 - 2002 Pandeli Majko 2002 - 2002 Fatos Nano 2005 |
| Prezydent Algierii                                               | - 1999 Abd al-Aziz Buteflika 2019 |
| Premier Algierii                                                 | - 2000 Ali Benflis 2003 |
| Współksiążęta Andory                                             | - 1971 Joan Martí i Alanís 2003 - 1995 Jacques Chirac 2007 |
| Premier Andory                                                   | - 1994 Marc Forné Molné 2005 |
| Prezydent Angoli                                                 | - 1979 José Eduardo dos Santos 2017 |
| Premier Angoli                                                   | - 2002 Fernando da Piedade Dias dos Santos 2008 |
| Premier Antigui i Barbudy                                        | - 1994 Lester Bird 2004 |
| Król Arabii Saudyjskiej                                          | - 1982 Fahd ibn Abd al-Aziz Al Su’ud 2005 |
| Prezydent Argentyny                                              | - 2001 Adolfo Rodríguez Saá 2002 - 2002 Eduardo Camaño 2002 - 2002 Eduardo Duhalde 2003 |
| Prezydent Armenii                                                | - 1998 Robert Koczarian 2008 |
| Premier Armenii                                                  | - 2000 Andranik Markarian 2007 |
| Prezydent Autonomii Palestyńskiej                                | - 1996 Jasir Arafat 2004 |
| Premier Australii                                                | - 1996 John Howard 2007 |
| Prezydent Austrii                                                | - 1992 Thomas Klestil 2004 |
| Kanclerz Austrii                                                 | - 2000 Wolfgang Schüssel 2007 |
| Prezydent Azerbejdżanu                                           | - 1993 Heydər Əliyev 2003 |
| Premier Azerbejdżanu                                             | - 1996 Artur Rasizadə 2003 |
| Premier Bahamów                                                  | - 1992 Hubert Ingraham 2002 - 2002 Perry Christie 2007 |
| Emir Bahrajnu                                                    | - 1999 Hamad ibn Isa Al Chalifa 2002 |
| Król Bahrajnu                                                    | - 2002 Hamad ibn Isa Al Chalifa |
| Premier Bahrajnu                                                 | - 1970 Chalifa ibn Salman Al Chalifa 2020 |
| Prezydent Bangladeszu                                            | - 2001 A.Q.M. Badruddoza Chowdhury 2002 - 2002 Muhammad Jamiruddin Sircar 2002 - 2002 Iajuddin Ahmed 2009 |
| Premier Bangladeszu                                              | - 2001 Chaleda Zia 2006 |
| Premier Barbadosu                                                | - 1994 Owen Arthur 2008 |
| Król Belgów                                                      | - 1993 Albert II 2013 |
| Premier Belgii                                                   | - 1999 Guy Verhofstadt 2008 |
| Premier Belize                                                   | - 1998 Said Musa 2008 |
| Prezydent Beninu                                                 | - 1996 Mathieu Kérékou 2006 |
| Król Bhutanu                                                     | - 1972 Jigme Singye Wangchuck 2006 |
| Premier Bhutanu                                                  | - 2001 Khandu Wangchuk 2002 - 2002 Kinzang Dorji 2003 |
| Prezydent Białorusi                                              | - 1994 Alaksandr Łukaszenka |
| Premier Białorusi                                                | - 2001 Hienadź Nawicki 2003 |
| Prezydent Boliwii                                                | - 2001 Jorge Quiroga Ramírez 2002 - 2002 Gonzalo Sánchez de Lozada 2003 |
| Przewodniczący Prezydium Bośni i Hercegowiny                     | - 2001 Jozo Križanović 2002 - 2002 Beriz Belkić 2002 - 2002 Mirko Šarović 2003 |
| Premier Bośni i Hercegowiny                                      | - 2001 Zlatko Lagumdžija 2002 - 2002 Dragan Mikerević 2002 - 2002 Adnan Terzić 2007 |
| Prezydent Botswany                                               | - 1998 Festus Mogae 2008 |
| Prezydent Brazylii                                               | - 1992 Fernando Henrique Cardoso 2003 |
| Sułtan Brunei                                                    | - 1967 Hassanal Bolkiah |
| Prezydent Bułgarii                                               | - 1997 Petyr Stojanow 2002 - 2002 Georgi Pyrwanow 2012 |
| Premier Bułgarii                                                 | - 2001 Symeon Sakskoburggotski 2005 |
| Prezydent Burkiny Faso                                           | - 1987 Blaise Compaoré 2014 |
| Premier Burkiny Faso                                             | - 2000 Paramanga Ernest Yonli 2007 |
| Prezydent Burundi                                                | - 1996 Pierre Buyoya 2003 |
| Prezydent Chile                                                  | - 2000 Ricardo Lagos 2006 |
| Przewodniczący ChRL                                              | - 1993 Jiang Zemin 2003 |
| Premier Chin                                                     | - 1998 Zhu Rongji 2003 |
| Prezydent Chorwacji                                              | - 2000 Stjepan Mesić 2010 |
| Premier Chorwacji                                                | - 2000 Ivica Račan 2003 |
| Prezydent Cypru                                                  | - 1993 Glafkos Kliridis 2003 |
| Prezydent Cypru Północnego                                       | - 1983 Rauf Denktaş 2005 |
| Prezydent Czadu                                                  | - 1990 Idriss Déby 2021 |
| Premier Czadu                                                    | - 1999 Nagoum Yamassoum 2002 - 2002 Haroun Kabadi 2003 |
| Prezydent Czech                                                  | - 1993 Václav Havel 2003 |
| Premier Czech                                                    | - 1998 Miloš Zeman 2002 - 2002 Vladimír Špidla 2004 |
| Król Danii                                                       | - 1972 Małgorzata II 2024 |
| Premier Danii                                                    | - 2001 Anders Fogh Rasmussen 2009 |
| Prezydent DR Konga                                               | - 2001 Joseph Kabila 2019 |
| Dalajlama                                                        | - 1940 Tenzin Gjaco |
| Prezydent Dominikany                                             | - 2000 Hipólito Mejía 2004 |
| Prezydent Dominiki                                               | - 1998 Vernon Shaw 2003 |
| Premier Dominiki                                                 | - 2000 Pierre Charles 2004 |
| Prezydent Dżibuti                                                | - 1999 Ismail Omar Guelleh |
| Premier Dżibuti                                                  | - 2001 Dileita Mohamed Dileita 2013 |
| Prezydent Egiptu                                                 | - 1981 Husni Mubarak 2011 |
| Premier Egiptu                                                   | - 1999 Atif Ubajd 2004 |
| Prezydent Ekwadoru                                               | - 2000 Gustavo Noboa 2003 |
| Prezydent Erytrei                                                | - 1993 Isajas Afewerki |
| Prezydent Estonii                                                | - 2001 Arnold Rüütel 2006 |
| Premier Estonii                                                  | - 1999 Mart Laar 2002 - 2002 Siim Kallas 2003 |
| Prezydent Etiopii                                                | - 2001 Gyrma Uelde-Gijorgis 2013 |
| Premier Etiopii                                                  | - 1995 Meles Zenawi 2012 |
| Przew. Komisji Europejskiej                                      | - 1999 Romano Prodi (Włochy) 2004 |
| Prezydent Fidżi                                                  | - 2000 Josefa Iloilo 2006 |
| Premier Fidżi                                                    | - 2001 Laisenia Qarase 2006 |
| Prezydent Filipin                                                | - 2001 Gloria Macapagal-Arroyo 2010 |
| Prezydent Finlandii                                              | - 2000 Tarja Halonen 2012 |
| Premier Finlandii                                                | - 1995 Paavo Lipponen 2003 |
| Prezydent Francji                                                | - 1995 Jacques Chirac 2007 |
| Premier Francji                                                  | - 1997 Lionel Jospin 2002 - 2002 Jean-Pierre Raffarin 2005 |
| Prezydent Gabonu                                                 | - 1967 Omar Bongo 2009 |
| Premier Gabonu                                                   | - 1999 Jean-François Ntoutoume Emane 2006 |
| Prezydent Gambii                                                 | - 1994 Yahya Jammeh 2017 |
| Prezydent Ghany                                                  | - 2001 John Kufuor 2009 |
| Prezydent Grecji                                                 | - 1995 Konstandinos Stefanopulos 2005 |
| Premier Grecji                                                   | - 1996 Kostas Simitis 2004 |
| Premier Grenady                                                  | - 1995 Keith Mitchell 2008 |
| Prezydent Gruzji                                                 | - 1995 Eduard Szewardnadze 2003 |
| Premier Gruzji                                                   | - 2001 Awtandil Dżorbenadze 2003 |
| Prezydent Gujany                                                 | - 1999 Bharrat Jagdeo 2011 |
| Premier Gujany                                                   | - 1999 Samuel Hinds 2015 |
| Prezydent Gwatemali                                              | - 2000 Alfonso Antonio Portillo Cabrera 2004 |
| Prezydent Gwinei                                                 | - 1984 Lansana Conté 2008 |
| Premier Gwinei                                                   | - 1999 Lamine Sidimé 2004 |
| Prezydent Gwinei Bissau                                          | - 2000 Kumba Ialá 2003 |
| Premier Gwinei Bissau                                            | - 2001 Alamara Nhassé 2002 - 2002 Mário Pires 2003 |
| Prezydent Gwinei Równikowej                                      | - 1979 Teodoro Obiang Nguema Mbasogo |
| Premier Gwinei Równikowej                                        | - 2001 Cándido Muatetema Rivas 2004 |
| Prezydent Haiti                                                  | - 2001 Jean-Bertrand Aristide 2004 |
| Premier Haiti                                                    | - 2001 Jean Marie Chérestal 2002 - 2002 Yvon Neptune 2004 |
| Król Hiszpanii                                                   | - 1975 Jan Karol I 2014 |
| Premier Hiszpanii                                                | - 1996 José María Aznar 2004 |
| Król Holandii                                                    | - 1980 Beatrycze 2013 |
| Premier Holandii                                                 | - 1994 Wim Kok 2002 - 2002 Jan Peter Balkenende 2010 |
| Prezydent Hondurasu                                              | - 1998 Carlos Roberto Flores Facussé 2002 - 2002 Ricardo Maduro 2006 |
| Najwyższy przywódca Iranu                                        | - 1989 Ali Chamenei |
| Prezydent Iranu                                                  | - 1997 Mohammad Chatami 2005 |
| Prezydent Iraku                                                  | - 1979 Saddam Husajn 2003 |
| Premier Iraku                                                    | - 1994 Saddam Husajn 2003 |
| Prezydent Indii                                                  | - 1997 Kocheril Raman Narayanan 2002 - 2002 A.P.J. Abdul Kalam 2007 |
| Premier Indii                                                    | - 1998 Atal Bihari Vajpayee 2004 |
| Prezydent Indonezji                                              | - 2001 Megawati Soekarnoputri 2004 |
| Prezydent Irlandii                                               | - 1997 Mary McAleese 2011 |
| Premier Irlandii                                                 | - 1997 Bertie Ahern 2008 |
| Prezydent Islandii                                               | - 1996 Ólafur Ragnar Grímsson 2016 |
| Premier Islandii                                                 | - 1991 Davíð Oddsson 2004 |
| Prezydent Izraela                                                | - 2000 Mosze Kacaw 2007 |
| Premier Izraela                                                  | - 2001 Ariel Szaron 2006 |
| Premier Jamajki                                                  | - 1992 Percival James Patterson 2006 |
| Cesarz Japonii                                                   | - 1989 Akihito 2019 |
| Premier Japonii                                                  | - 2001 Jun’ichirō Koizumi 2006 |
| Prezydent Jemenu                                                 | - 1990 Ali Abd Allah Salih 2012 |
| Król Jordanii                                                    | - 1999 Abd Allah II |
| Premier Jordanii                                                 | - 2000 Ali Abu ar-Raghib 2003 |
| Prezydent Jugosławii                                             | - 2000 Vojislav Koštunica 2003 |
| Premier Jugosławii                                               | - 2001 Dragiša Pešić 2003 |
| Król Kambodży                                                    | - 1993 Norodom Sihanouk 2004 |
| Premier Kambodży                                                 | - 1993 Hun Sen 2023 |
| Prezydent Kamerunu                                               | - 1982 Paul Biya |
| Premier Kamerunu                                                 | - 1996 Peter Mafany Musonge 2004 |
| Premier Kanady                                                   | - 1993 Jean Chrétien 2003 |
| Prezydent Górskiego Karabachu                                    | - 1997 Arkadi Ghukasjan 2007 |
| Emir Kataru                                                      | - 1995 Hamad ibn Chalifa 2013 |
| Premier Kataru                                                   | - 1996 Abd Allah ibn Chalifa 2007 |
| Prezydent Kazachstanu                                            | - 1991 Nursułtan Nazarbajew 2019 |
| Premier Kazachstanu                                              | - 1999 Kasym-Żomart Tokajew 2002 - 2002 Imangali Tasmagambetow 2003 |
| Prezydent Kenii                                                  | - 1978 Daniel Moi 2002 - 2002 Mwai Kibaki 2013 |
| Prezydent Kirgistanu                                             | - 1991 Askar Akajew 2005 |
| Premier Kirgistanu                                               | - 2000 Kurmanbek Bakijew 2002 - 2002 Nikołaj Tanajew 2005 |
| Prezydent Kiribati                                               | - 1994 Teburoro Tito 2003 |
| Prezydent Kolumbii                                               | - 1998 Andrés Pastrana Arango 2002 - 2002 Álvaro Uribe Vélez 2010 |
| Prezydent Konga                                                  | - 1997 Denis Sassou-Nguesso |
| Patriarcha Konstantynopola                                       | - 1991 Bartłomiej I |
| Prezydent Korei Południowej                                      | - 1998 Kim Dae Jung 2003 |
| Premier Korei Południowej                                        | - 2000 Lee Han-dong 2002 - 2002 Chan Sang (p.o.) 2002 - 2002 Jeon Yun-churl (p.o.) 2002 - 2002 Chang Dae-whan (p.o.) 2002 - 2002 Jeon Yun-churl (p.o.) 2002 - 2002 Kim Suk-soo (p.o.) 2002 - 2002 Kim Suk-soo 2003 |
| Prezydent KRLD                                                   | - 1998 Kim Il Sŏng („Wieczny Prezydent”) 2019 |
| Najwyższy Przywódca KRLD                                         | - 1994 Kim Dzong Il 2011 |
| Premier KRLD                                                     | - 1997 Hong Sŏng Nam 2003 |
| Prezydent Kostaryki                                              | - 1998 Miguel Ángel Rodríguez 2002 - 2002 Abel Pacheco 2006 |
| Przewodniczący Rady Państwa Kuby                                 | - 1976 Fidel Castro 2008 |
| Emir Kuwejtu                                                     | - 1977 Dżabir III 2006 |
| Premier Kuwejtu                                                  | - 1978 Sad al-Abd Allah as-Salim as-Sabah 2003 |
| Prezydent Laosu                                                  | - 1998 Khamtai Siphandon 2006 |
| Król Lesotho                                                     | - 1996 Letsie III |
| Premier Lesotho                                                  | - 1998 Pakalitha Mosisili 2012 |
| Prezydent Libanu                                                 | - 1998 Émile Lahoud 2007 |
| Premier Libanu                                                   | - 2000 Rafik al-Hariri 2004 |
| Prezydent Liberii                                                | - 1997 Charles Taylor 2003 |
| Przywódca Libii                                                  | - 1969 Mu’ammar al-Kaddafi 2011 |
| Premier Libii                                                    | - 2000 Imbarak Abd Allah asz-Szamich 2003 |
| Sekretarz generalny PKL Libii                                    | - 1992 Az-Zanati Imhammad az-Zanati 2008 |
| Książę Liechtensteinu                                            | - 1989 Jan Adam II |
| Premier Liechtensteinu                                           | - 2001 Otmar Hasler 2009 |
| Prezydent Litwy                                                  | - 1998 Valdas Adamkus 2003 |
| Premier Litwy                                                    | - 2001 Algirdas Brazauskas 2006 |
| Wielki książę Luksemburga                                        | - 2000 Henryk |
| Premier Luksemburga                                              | - 1995 Jean-Claude Juncker 2013 |
| Prezydent Łotwy                                                  | - 1999 Vaira Vīķe-Freiberga 2007 |
| Premier Łotwy                                                    | - 2000 Andris Bērziņš 2002 - 2002 Einars Repše 2004 |
| Prezydent Macedonii                                              | - 1999 Boris Trajkowski 2004 |
| Premier Macedonii                                                | - 1998 Lubczo Georgiewski 2002 - 2002 Branko Crwenkowski 2004 |
| Prezydent Madagaskaru                                            | - 1997 Didier Ratsiraka 2002 - 2002 Marc Ravalomanana 2009 |
| Premier Madagaskaru                                              | - 1998 Tantely Andrianarivo 2002 - 2002 Jacques Sylla 2007 |
| Prezydent Malawi                                                 | - 1994 Bakili Muluzi 2004 |
| Prezydent Malediwów                                              | - 1978 Maumun ̓Abdul Gajum 2008 |
| Król Malezji                                                     | - 2001 Tuanku Syed Sirajuddin 2006 |
| Premier Malezji                                                  | - 1981 Mahathir bin Mohamad 2003 |
| Prezydent Mali                                                   | - 1992 Alpha Oumar Konaré 2002 - 2002 Amadou Toumani Touré 2012 |
| Premier Mali                                                     | - 2000 Mandé Sidibé 2002 - 2002 Modibo Keïta 2002 - 2002 Ahmed Mohamed Ag Hamani 2004 |
| Prezydent Malty                                                  | - 1999 Guido de Marco 2004 |
| Premier Malty                                                    | - 1998 Edward Fenech Adami 2004 |
| Król Maroka                                                      | - 1999 Muhammad VI |
| Premier Maroka                                                   | - 1998 Abd ar-Rahman al-Jusufi 2002 - 2002 Driss Jettou 2007 |
| Prezydent Mauretanii                                             | - 1984 Maawija uld Sid’Ahmad Taja 2005 |
| Premier Mauretanii                                               | - 1998 Szajch al-Afijja uld Muhammad Chuna 2003 |
| Prezydent Mauritiusa                                             | - 1992 Cassam Uteem 2002 - 2002 Angidi Chettiar (tym.) 2002 - 2002 Ariranga Pillay (tym.) 2002 - 2002 Karl Offmann 2003                                                                                            |
| Premier Mauritiusa                                               | - 2000 Anerood Jugnauth 2003 |
| Prezydent Meksyku                                                | - 2000 Vicente Fox 2006 |
| Prezydent Mikronezji                                             | - 1999 Leo Falcam 2003 |
| Przewodniczący Państwowej Rady Pokoju i Rozwoju Mjanmy           | - 1997 Than Shwe 2011 |
| Premier Mjanmy                                                   | - 1992 Than Shwe 2003 |
| Prezydent Mołdawii                                               | - 2001 Vladimir Voronin 2009 |
| Premier Mołdawii                                                 | - 2001 Vasile Tarlev 2008 |
| Książę Monako                                                    | - 1949 Rainier III 2005 |
| Minister stanu Monako                                            | - 2000 Patrick Leclercq 2005 |
| Prezydent Mongolii                                               | - 1997 Nacagijn Bagabandi 2005 |
| Premier Mongolii                                                 | - 2000 Nambaryn Enchbajar 2004 |
| Prezydent Mozambiku                                              | - 1986 Joaquim Chissano 2005 |
| Premier Mozambiku                                                | - 1994 Mário da Graça Machungo 2004 |
| Prezydent Naddniestrza                                           | - 1991 Igor Smirnow 2011 |
| Prezydent Namibii                                                | - 1990 Sam Nujoma 2005 |
| Premier Namibii                                                  | - 1990 Hage Geingob 2002 - 2002 Theo-Ben Gurirab 2005 |
| Sekretarz generalny NATO                                         | - 1999 George Robertson (Wielka Brytania) 2003 |
| Prezydent Nauru                                                  | - 2001 René Harris 2003 |
| Król Nepalu                                                      | - 2001 Gyanendra 2008 |
| Premier Nepalu                                                   | - 2001 Sher Bahadur Deuba 2002 - 2002 urząd zniesiony 2002 - 2002 Lokendra Bahadur Chand 2003 |
| Prezydent Niemiec                                                | - 1999 Johannes Rau 2004 |
| Kanclerz Niemiec                                                 | - 1998 Gerhard Schröder 2005 |
| Prezydent Nigru                                                  | - 1999 Mamadou Tandja 2010 |
| Premier Nigru                                                    | - 2000 Hama Amadou 2007 |
| Prezydent Nigerii                                                | - 1999 Olusẹgun Ọbasanjọ 2007 |
| Prezydent Nikaragui                                              | - 1997 Arnoldo Alemán 2002 - 2002 Enrique Bolaños 2007 |
| Król Norwegii                                                    | - 1991 Harald V |
| Premier Norwegii                                                 | - 2001 Kjell Magne Bondevik 2005 |
| Premier Nowej Zelandii                                           | - 1999 Helen Clark 2008 |
| Prezydent Osetii Południowej                                     | - 2001 Eduard Kokojty 2011 |
| Sułtan Omanu                                                     | - 1970 Kabus ibn Sa’id 2020 |
| Sekretarz generalny ONZ                                          | - 1997 Kofi Annan (Ghana) 2006 |
| Prezydent Pakistanu                                              | - 2001 Pervez Musharraf 2008 |
| Premier Pakistanu                                                | - 1999 Pervez Musharraf 2002 - 2002 Zafarullah Khan Jamali 2004 |
| Prezydent Palau                                                  | - 2001 Tommy Remengesau 2009 |
| Prezydent Panamy                                                 | - 1999 Mireya Moscoso 2004 |
| Papież                                                           | - 1978 Jan Paweł II 2005 |
| Premier Papui-Nowej Gwinei                                       | - 1999 Mekere Morauta 2002 - 2002 Michael Somare 2011 |
| Prezydent Paragwaju                                              | - 1999 Luis Ángel González Macchi 2003 |
| Prezydent Peru                                                   | - 2001 Alejandro Toledo 2006 |
| Premier Peru                                                     | - 2001 Roberto Dañino 2002 - 2002 Luis Solari 2003 |
| Prezydent Południowej Afryki                                     | - 1999 Thabo Mbeki 2008 |
| Prezydent Portugalii                                             | - 1996 Jorge Sampaio 2006 |
| Premier Portugalii                                               | - 1995 António Guterres 2002 - 2002 José Manuel Barroso 2004 |
| Sekretarz generalny Rady Europy                                  | - 1999 Walter Schwimmer (Austria) 2004 |
| Prezydent Republiki Środkowoafrykańskiej                         | - 1993 Ange-Félix Patassé 2003 |
| Premier Republiki Środkowoafrykańskiej                           | - 2001 Martin Ziguélé 2003 |
| Prezydent Republiki Zielonego Przylądka                          | - 2001 Pedro Pires 2011 |
| Premier Republiki Zielonego Przylądka                            | - 2001 José Maria Neves 2016 |
| Prezydent Rosji                                                  | - 1999 Władimir Putin 2008 |
| Premier Rosji                                                    | - 2000 Michaił Kasjanow 2004 |
| Prezydent Rumunii                                                | - 2000 Ion Iliescu 2004 |
| Premier Rumunii                                                  | - 2000 Adrian Năstase 2004 |
| Prezydent Rwandy                                                 | - 2000 Paul Kagame |
| Premier Rwandy                                                   | - 2000 Bernard Makuza 2011 |
| Premier Saint Kitts i Nevis                                      | - 1995 Denzil Douglas 2015 |
| Premier Saint Lucia                                              | - 1997 Kenny Anthony 2006 |
| Premier Saint Vincent i Grenadyn                                 | - 2001 Ralph Gonsalves |
| Prezydent Salwadoru                                              | - 1999 Francisco Flores 2004 |
| O le Ao o le Malo Samoa                                          | - 1962 Malietoa Tanumafili II 2007 |
| Premier Samoa                                                    | - 1998 Tuilaʻepa Sailele Malielegaoi 2021 |
| Kapitanowie Regenci San Marino                                   | - 2001 Alberto Cecchetti Gino Giovagnoli 2002 - 2002 Antonio Lazzaro Volpinari Giovanni Francesco Ugolini 2002 - 2002 Mauro Chiaruzzi Giuseppe Maria Morganti 2003                                                 |
| Sekretarz Stanu do spraw Politycznych i Zagranicznych San Marino | - 1986 Gabriele Gatti 2002 - 2002 Romeo Morri 2002 - 2002 Augusto Casali 2002 - 2002 Fiorenzo Stolfi 2003 |
| Prezydent Senegalu                                               | - 2000 Abdoulaye Wade 2012 |
| Premier Senegalu                                                 | - 2001 Mame Madior Boye 2002 - 2002 Idrissa Seck 2004 |
| Prezydent Seszeli                                                | - 1977 France-Albert René 2004 |
| Prezydent Sierra Leone                                           | - 1998 Ahmad Tejan Kabbah 2007 |
| Prezydent Singapuru                                              | - 1999 S.R. Nathan 2011 |
| Premier Singapuru                                                | - 1990 Goh Chok Tong 2004 |
| Prezydent Słowacji                                               | - 1999 Rudolf Schuster 2004 |
| Premier Słowacji                                                 | - 1998 Mikuláš Dzurinda 2006 |
| Prezydent Słowenii                                               | - 1991 Milan Kučan 2002 - 2002 Janez Drnovšek 2007 |
| Premier Słowenii                                                 | - 2000 Janez Drnovšek 2002 - 2002 Anton Rop 2004 |
| Prezydent Somalii                                                | - 2000 Abdiqasim Salad Hassan 2004 |
| Premier Somalii                                                  | - 2001 Hassan Abshir Farah 2003 |
| Prezydent Sri Lanki                                              | - 1994 Chandrika Kumaratunga 2005 |
| Premier Sri Lanki                                                | - 2001 Ranil Wickremesinghe 2004 |
| Król Suazi                                                       | - 1986 Ntombi (współpanująca) 2018 - 1986 Mswati III 2018 |
| Premier Suazi                                                    | - 1996 Barnabas Sibusiso Dlamini 2003 |
| Prezydent Sudanu                                                 | - 1989 Umar al-Baszir 2019 |
| Prezydent Surinamu                                               | - 2000 Ronald Venetiaan 2010 |
| Prezydent Syrii                                                  | - 2000 Baszszar al-Asad 2024 |
| Premier Syrii                                                    | - 2000 Muhammad Mustafa Miru 2003 |
| Prezydent Szwajcarii                                             | - 2002 Kaspar Villiger 2002 |
| Król Szwecji                                                     | - 1973 Karol XVI Gustaw |
| Premier Szwecji                                                  | - 1996 Göran Persson 2006 |
| Prezydent Tadżykistanu                                           | - 1994 Emomali Rahmon |
| Premier Tadżykistanu                                             | - 1999 Okil Okilow 2013 |
| Król Tajlandii                                                   | - 1946 Bhumibol Adulyadej 2016 |
| Premier Tajlandii                                                | - 2001 Thaksin Shinawatra 2006 |
| Prezydent Tajwanu                                                | - 2000 Chen Shui-bian 2008 |
| Prezydent Tanzanii                                               | - 1995 Benjamin Mkapa 2005 |
| Premier Tanzanii                                                 | - 1995 Frederick Sumaye 2005 |
| Prezydent Timoru Wschodniego                                     | - 2002 Xanana Gusmão 2007 |
| Premier Timoru Wschodniego                                       | - 2002 Mari Alkatiri 2006 |
| Prezydent Togo                                                   | - 1967 Gnassingbé Eyadéma 2005 |
| Premier Togo                                                     | - 2000 Agbéyomé Kodjo 2002 - 2002 Koffi Sama 2005 |
| Król Tonga                                                       | - 1965 Taufaʻahau Tupou IV 2006 |
| Premier Tonga                                                    | - 2000 Lavaka Ata ʻUlukalala 2006 |
| Prezydent Trynidadu i Tobago                                     | - 1997 Arthur N.R. Robinson 2003 |
| Premier Trynidadu i Tobago                                       | - 2001 Patrick Manning 2010 |
| Prezydent Tunezji                                                | - 1987 Zajn al-Abidin ibn Ali 2011 |
| Premier Tunezji                                                  | - 1999 Muhammad al-Ghannuszi 2011 |
| Prezydent Turcji                                                 | - 2000 Ahmet Necdet Sezer 2007 |
| Premier Turcji                                                   | - 1999 Bülent Ecevit 2002 - 2002 Abdullah Gül 2003 |
| Prezydent Turkmenistanu                                          | - 1991 Saparmyrat Nyýazow 2006 |
| Prezydent Ugandy                                                 | - 1986 Yoweri Museveni |
| Premier Ugandy                                                   | - 1999 Apolo Nsibambi 2011 |
| Prezydent Ukrainy                                                | - 1994 Łeonid Kuczma 2005 |
| Premier Ukrainy                                                  | - 2001 Anatolij Kinach 2002 - 2002 Wiktor Janukowycz 2005 |
| Prezydent Urugwaju                                               | - 2000 Jorge Batlle 2005 |
| Prezydent USA                                                    | - 2001 George W. Bush 2009 |
| Prezydent Uzbekistanu                                            | - 1991 Islom Karimov 2016 |
| Premier Uzbekistanu                                              | - 1995 O‘tkir Sultonov 2003 |
| Prezydent Vanuatu                                                | - 1999 John Bani 2004 |
| Premier Vanuatu                                                  | - 2001 Edward Natapei 2004 |
| Prezydent Wenezueli                                              | - 1999 Hugo Chávez 2013 |
| Prezydent Węgier                                                 | - 2000 Ferenc Mádl 2005 |
| Premier Węgier                                                   | - 1998 Viktor Orbán 2002 - 2002 Péter Medgyessy 2004 |
| Monarcha Wielkiej Brytanii                                       | - 1952 Elżbieta II 2022 |
| Premier Wielkiej Brytanii                                        | - 1997 Tony Blair 2007 |
| Prezydent Wietnamu                                               | - 1997 Trần Đức Lương 2006 |
| Premier Wietnamu                                                 | - 1997 Phan Văn Khải 2006 |
| Prezydent Włoch                                                  | - 1999 Carlo Azeglio Ciampi 2006 |
| Premier Włoch                                                    | - 2001 Silvio Berlusconi 2006 |
| Prezydent WKS                                                    | - 2000 Laurent Gbagbo 2011 |
| Premier WKS                                                      | - 2000 Affi N’Guessan 2003 |
| Prezydent Wysp Marshalla                                         | - 2000 Kessai Note 2008 |
| Prezydent Wysp Świętego Tomasza i Książęcej                      | - 2001 Fradique de Menezes 2003 |
| Prezydent Zambii                                                 | - 1991 Frederick Chiluba 2002 - 2002 Levy Mwanawasa 2008 |
| Prezydent Zimbabwe                                               | - 1987 Robert Mugabe 2017 |
| Prezydent ZEA                                                    | - 1971 Zajid ibn Sultan Al Nahajjan 2004 |
| Premier ZEA                                                      | - 1990 Maktum ibn Raszid al-Maktum 2006 |

Rok 2002 / MMII
stulecia: XX wiek ~
XXI wiek ~
XXII wiek

dziesięciolecia:
1970–1979 •
1980–1989 •
1990–1999 •
2000–2009
• 2010–2019
• 2020–2029

lata: 1992 «
1997 «
1998 «
1999 «
2000 «
2001 «
2002
» 2003
» 2004
» 2005
» 2006
» 2007
» 2012

## Wydarzenia w Polsce
- 1 stycznia – utworzono powiaty: wschowski, brzeziński, leski, sztumski, gołdapski, węgorzewski oraz łobeski. Zmieniono też nazwy powiatów: tyskiego na bieruńsko-lędziński (wraz z przeniesieniem siedziby z Tychów do Bierunia) oraz olecko-gołdapskiego na olecki[1].
- 13 stycznia – odbył się X Finał Wielkiej Orkiestry Świątecznej Pomocy.
- 16 stycznia – pierwsza od dziewięciu lat wizyta prezydenta Rosji w Polsce.
- 20 stycznia – Adam Małysz wygrał konkurs Pucharu Świata w skokach narciarskich w Zakopanem.
- 23 stycznia – Gazeta Wyborcza opublikowała artykuł ujawniający aferę „łowców skór” w łódzkim pogotowiu ratunkowym.
- 29 stycznia – zarejestrowano Związek Kontroli Dystrybucji Prasy.
- 4 lutego – w Gdańsku ukazało się ostatnie wydanie dziennika Wieczór Wybrzeża.
- 6 lutego – katastrofa górnicza w KWK Jas-Mos, w której zginęło 10 górników.
- 7 lutego – Urząd Ochrony Państwa zatrzymał prezesa PKN Orlen Andrzeja Modrzejewskiego, co wywołało w późniejszym czasie tzw. aferę Orlenu.
- 10 lutego – Adam Małysz zdobył dla Polski brązowy medal na zimowych igrzyskach w Salt Lake City. Był to pierwszy od 30 lat medal dla Polski na zimowej olimpiadzie.
- 12 lutego – na antenie Polsatu wyemitowano pierwszy odcinek telenoweli Samo życie.
- 17 lutego – Adam Małysz zdobył dla Polski drugi, tym razem, srebrny medal na IO w Salt Lake City, na skoczni K-120.
- 1 marca:
  - połączenie najstarszych platform cyfrowych Cyfra+ i Wizja TV.
  - wystartował kanał telewizyjny TVN 7.
- 3 marca – rozpoczął nadawanie kanał informacyjno-publicystyczny TVP-3.
- 5 marca – zarejestrowano partię polityczną Platforma Obywatelska.
- 13 marca – odsłonięto pomnik Tarasa Szewczenki w Warszawie.
- 15 marca – uchwalono ustawę o ustroju miasta stołecznego Warszawy.
- 25 marca – Adam Małysz po raz drugi z rzędu zdobył Kryształową Kulę za zwycięstwo w klasyfikacji generalnej Pucharu Świata.
- 19 kwietnia – wystartował kanał Tele 5.
- 20 kwietnia – odbył się uroczysty ingres arcybiskupa Stanisława Gądeckiego do archikatedry poznańskiej.
- 22 kwietnia – w Daewoo-FSO zawieszono produkcję Poloneza. W praktyce oznaczało to jej zakończenie.
- 2 maja – w ubojni w Mochnaczce Wyżnej koło Krynicy (Małopolska) stwierdzono pierwszy w Polsce przypadek tzw. choroby szalonych krów (BSE).
- 8 maja – założono Polską Ligę Western i Rodeo.
- 15 maja – odsłonięto pomnik Jana Kiepury w Sosnowcu.
- 21 maja – rozpoczął się Narodowy Spis Powszechny i Spis Rolny.
- 22 maja – z łódzkiego sądu zbiegł gangster Krzysztof Jędrzejczak ps. Jędrzej.
- 24 maja – Sejm RP przyjął ustawę o rozwiązaniu Urzędu Ochrony Państwa i powołaniu w jego miejsce Agencji Bezpieczeństwa Wewnętrznego i Agencji Wywiadu.
- 5 czerwca – Justyna Bąk ustanowiła rekord świata w biegu na 3000 m z przeszkodami wynikiem 9:22,29 s.
- 7 czerwca:
  - premiera groteskowej komedii obyczajowej Dzień świra, kolejnego filmu Marka Koterskiego traktującego o kondycji polskiego inteligenta.
  - na stadionie Gwardii w Warszawie odbył się koncert In the Flash Rogera Watersa, byłego lidera grupy rockowej Pink Floyd.
- 20 czerwca – Sejm RP przyjął ustawę wprowadzającą bezpośredni wybór wójtów, burmistrzów i prezydentów miast.
- 22 czerwca – na antenie TVP1 wyemitowano ostatnie wydanie programu przyrodniczego Z kamerą wśród zwierząt.
- 29 czerwca – w miejsce Urzędu Ochrony Państwa utworzono Agencję Bezpieczeństwa Wewnętrznego i Agencję Wywiadu.
- 30 czerwca – finał pierwszej edycji polskiej wersji programu Idol. Do finału weszli Ewelina Flinta, Alicja Janosz i Szymon Wydra. Zwyciężyła Alicja Janosz, drugie miejsce zajęła Ewelina Flinta, a trzecie Szymon Wydra.
- 3 lipca – uchwalono ustawę Prawo lotnicze.
- 4 lipca:
  - huraganowy wiatr na Mazurach zniszczył znaczne obszary kompleksów leśnych północno-wschodniej Polski.
  - przeprowadzono blokadę kolejki linowej na Kasprowy Wierch w Tatrach (akcja „Tatry nie obronią się same”).
- 11 lipca – w Krakowie cesarz Akihito wraz z małżonką Michiko odwiedzili Mangghę. Na specjalne życzenie cesarza zorganizowana została wystawa drzeworytów dziewiętnastowiecznego artysty japońskiego – Utagawy Hiroshige.
- 12 lipca – prof. Henryk Skarżyński jako pierwszy w świecie przeprowadził operację wszczepienia implantu ślimakowego w częściowej głuchocie (PDCI – ang. partial deafness cochlear implantation).
- 15 lipca – zakończona została obudowa zabytkowej studni na rzeszowskim Rynku (pawilon powstał według nowego projektu architektonicznego).
- 22 lipca – afera Rywina: Lew Rywin złożył w redakcji Gazety Wyborczej Adamowi Michnikowi korupcyjną propozycję korzystnych zapisów w ustawie medialnej za 17,5 mln dolarów. Adam Michnik całą rozmowę nagrał na dwa magnetofony.
- 8 sierpnia – zarejestrowano partię polityczną Antyklerykalna Partia Postępu RACJA.
- 16–19 sierpnia – VIII pielgrzymka papieża Jana Pawła II do Polski.
- 17 sierpnia – papież Jan Paweł II dokonał konsekracji sanktuarium Miłosierdzia Bożego w Łagiewnikach.
- 23 sierpnia – premiera filmu E=mc².
- 30 sierpnia – Lidia Chojecka ustanowiła rekord Polski w biegu na 3000 m wynikiem 8:31,69 s.
- 1 września – wielkie deszcze nad Wałbrzychem i okolicami. W ciągu 6 godzin spadło 180 l wody na 1 m². Zalanych zostało wiele podgórskich miejscowości, m.in. Chwaliszów, Stare Bogaczowice, Świebodzice i wałbrzyską dzielnicę Podzamcze.
- 12 września – uchwalono ustawę o elektronicznych instrumentach płatniczych.
- 20 września – odbyła się premiera filmu Anioł w Krakowie.
- 21 września – w Warszawie otwarto Most Siekierkowski.
- 4 października – odbyła się premiera filmu Zemsta.
- 11 października:
  - w Bydgoszczy została oddana do użytku Hala sportowo-widowiskowa Łuczniczka.
  - wmurowano kamień węgielny pod budowę Centrum Olimpijskiego w Warszawie.
- 18 października – premiera filmu Edi.
- 26 października – w Krakowie oddano do użytku Most Wandy.
- 27 października i 10 listopada – wybory samorządowe.
- 4 listopada – na antenie Polsatu wyemitowano pierwszy odcinek teleturnieju Awantura o kasę.
- 9 listopada – wystartowała telewizja edukacyjna Edusat.
- 17 listopada – Tadeusz Mazowiecki wystąpił z Unii Wolności.
- 18 listopada – Polska nawiązała stosunki dyplomatyczne z Timorem Wschodnim.
- 19 listopada – Jacek Majchrowski został prezydentem Krakowa.
- 20 listopada – otwarto polsko-ukraińskie drogowe przejście graniczne Krościenko-Smolnica.
- 23 listopada – Rada Miasta Włocławka podjęła decyzję o rozbiórce opuszczonych budynków największej w Polsce Fabryki Celulozy i Papiernictwa.
- 12 grudnia – ustawiono sztuczną palmę na rondzie Charles’a de Gaulle’a w Warszawie.
- 13 grudnia – na szczycie w Kopenhadze zakończono negocjacje o przyjęcie Polski do Unii Europejskiej.
- 21 grudnia – powstała Polska Biblioteka Internetowa.
- 27 grudnia:
  - amerykański koncern Lockheed Martin, oferujący samolot F-16, wygrał przetarg na dostawę samolotu wielozadaniowego dla polskiego wojska.
  - publikacja artykułu w Gazecie Wyborczej rozpoczęła aferę Rywina.

## Wydarzenia na świecie
- Międzynarodowy Rok Ekoturystyki
- Zawalenie dachu magazynu w kosmodromie Bajkonur w Kazachstanie, zginęło 8 osób, a prom Buran i rakieta Energia zostały zniszczone.
- 1 stycznia:
  - wprowadzenie waluty euro w większości krajów Unii Europejskiej – powstała strefa euro.
  - 1 stycznia do 30 czerwca Hiszpania przewodziła w Radzie Unii Europejskiej oraz Radzie Europejskiej.
- 2 stycznia – Levy Mwanawasa został prezydentem Zambii.
- 8 stycznia – premiera filmu 8 kobiet.
- 11 stycznia – do amerykańskiej bazy Guantanamo przybyli pierwsi więźniowie.
- 17 stycznia:
  - erupcja wulkanu Nyiragongo w Demokratycznej Republice Konga. W wyniku erupcji wulkanu 15% powierzchni miasta Goma zostało zalane lawą. Zginęło 147 osób, pół miliona straciło dach nad głową.
  - Intifada Al-Aksa: palestyński zamachowiec wtargnął na ceremonię religijną bar micwy w mieście Hadera. Od kul zginęło 6 Izraelczyków, a 33 osoby zostały ranne.
- 18 stycznia – zakończyła się 11-letnia wojna domowa w Sierra Leone.
- 22 stycznia – Georgi Pyrwanow został prezydentem Bułgarii.
- 23 stycznia – w Pakistanie uprowadzono dziennikarza Daniela Pearla, zamordowanego kilka dni później.
- 25 stycznia – Rusłan Ponomariow został najmłodszym mistrzem świata w szachach w historii.
- 27 stycznia – eksplozja w podziemnym arsenale broni w stolicy Nigerii Lagos – zginęło ponad 1000 osób.
- 28 stycznia:
  - Siim Kallas został premierem Estonii.
  - 94 osoby zginęły w katastrofie ekwadorskiego Boeinga 727 w Kolumbii.
- 29 stycznia – w dorocznym orędziu o stanie państwa prezydent George W. Bush zaliczył Iran, Irak i Koreę Północną do tzw. „osi zła”.
- 2 lutego – zamieszki w Lagos – 100 osób zginęło, 430 zostało rannych.
- 8–24 lutego – Zimowe Igrzyska Olimpijskie w Salt Lake City w USA.
- 10 lutego – skoczek narciarski Adam Małysz zdobył brązowy medal na Zimowych Igrzyskach Olimpijskich w amerykańskim Salt Lake City. Był to pierwszy od 30 lat medal dla Polski na igrzyskach zimowych.
- 11 lutego – papież Jan Paweł II ustanowił, wbrew protestom kościoła prawosławnego, 4 katolickie diecezje w Rosji.
- 12 lutego:
  - przed Trybunałem ds. zbrodni wojennych ONZ w Hadze rozpoczął się proces byłego prezydenta Jugosławii Slobodana Miloševica.
  - w katastrofie irańskiego samolotu Tu-154M w okolicach miasta Chorramabad zginęło 119 osób.
- 13 lutego – w trakcie Zimowych Igrzysk Olimpijskich w Salt Lake City Adam Małysz zdobył srebrny medal w konkursie na dużej skoczni.
- 14 lutego – ogłoszono nową konstytucję Bahrajnu; emirat przekształcono w monarchię konstytucyjną.
- 17 lutego – atak maoistów w mieście Mangalsen w Nepalu. Zginęło ponad 130 osób, w większości żołnierzy i policjantów. Był to najkrwawszy atak maoistów podczas wojny domowej w Nepalu.
- 19 lutego – odbył się pierwszy lot brazylijskiego samolotu pasażerskiego Embraer 170.
- 20 lutego – Egipt: 383 osoby zginęły w pożarze pociągu Kair-Asuan.
- 22 lutego:
  - otwarto Most Milenijny w Londynie.
  - został zamordowany Jonas Savimbi, przywódca angolskiego ruchu UNITA.
- 23 lutego – grupa rewolucyjna FARC uprowadziła kolumbijską aktywistkę na rzecz praw człowieka i kandydatkę na prezydenta kraju Íngrid Betancourt.
- 27 lutego – w indyjskim stanie Gudźarat rozpoczęły się zamieszki między muzułmanami i hinduistami, w wyniku których zginęło od 800 do 2000 osób.
- 2 marca – Intifada Al-Aksa: palestyński zamachowiec-samobójca wysadził się w Jerozolimie zabijając 10 osób i raniąc 50.
- 3 marca:
  - w narodowym referendum Szwajcarzy opowiedzieli się za przystąpieniem do ONZ.
  - ponad 150 osób zginęło w trzęsieniu ziemi w górach Hindukusz w Afganistanie.
- 4 marca – Ibrahim Rugova został pierwszym prezydentem Kosowa.
- 9 marca – w palestyńskim zamachu na kawiarnię w Jerozolimie zginęło 11 osób, a ponad 50 zostało rannych.
- 10 marca – urzędujący prezydent Denis Sassou-Nguesso wygrał w pierwszej turze wybory prezydenckie w Kongo.
- 14 marca:
  - podpisano porozumienie o utworzeniu federacji Serbii i Czarnogóry.
  - na rynku europejskim rozpoczęto sprzedaż konsoli gier Xbox.
- 15 marca:
  - otwarto metro w Rennes we Francji.
  - premiera filmu Porozmawiaj z nią w reżyserii Pedro Almodóvara.
- 16 marca – rozpoczęła się misja Polskiego Kontyngentu Wojskowego w Afganistanie.
- 19 marca – Zimbabwe zostało zawieszone w prawach członka Commonwealthu.
- 21 marca – król Maroka Muhammad VI ożenił się z Salmą Bennani.
- 22 marca – uchwalono konstytucję Timoru Wschodniego.
- 24 marca – odbyła się 74. ceremonia wręczenia Oscarów.
- 25 marca:
  - został wystrzelony chiński statek kosmiczny Shenzhou 3 z manekinem w skafandrze na pokładzie.
  - około 2 tys. osób zginęło w trzęsieniu ziemi w afgańskiej prowincji Baghlan.
- 27 marca – w izraelskim mieście Netanja 30 osób zginęło, a 140 zostało rannych w palestyńskim samobójczym zamachu bombowym na restaurację hotelową.
- 29 marca – armia izraelska rozpoczęła operację Ochrona Tarcza na Zachodnim Brzegu Jordanu.
- 31 marca:
  - odbyły się wybory parlamentarne na Ukrainie.
  - 15 osób zginęło, a 40 zostało rannych w palestyńskim zamachu samobójczym w restauracji w Hajfie.
- 1 kwietnia:
  - w Holandii zalegalizowano eutanazję.
  - na Słowacji utworzono Park Narodowy Wielka Fatra.
- 2 kwietnia – rozpoczęło się oblężenie bazyliki Narodzenia Pańskiego w Betlejem.
- 6 kwietnia – José Barroso został premierem Portugalii.
- 7 kwietnia – Abel Pacheco de la Espirella wygrał w drugiej turze wybory prezydenckie w Kostaryce.
- 8 kwietnia – rozpoczęła się misja STS-110 wahadłowca Atlantis.
- 9 kwietnia – odbył się pogrzeb Elżbiety Bowes-Lyon, matki królowej Elżbiety II.
- 11 kwietnia:
  - w przeprowadzonym przez Al-Ka’idę zamachu bombowym na tunezyjskiej wyspie Dżerba zginęło 21 osób, w tym 14 Niemców i 2 Francuzów.
  - w Wenezueli doszło do przewrotu, który na dwa dni odsunął od władzy prezydenta Hugo Cháveza. Zginęło 19 osób, a około 300 zostało rannych.
- 12 kwietnia – 7 osób zginęło, a 104 zostały ranne w palestyńskim samobójczym zamachu bombowym na bazarze Mahane Jehuda w Jerozolimie.
- 13 kwietnia – po nieudanym puczu wojskowym Hugo Chávez powrócił po dwóch dniach na urząd prezydenta Wenezueli.
- 14 kwietnia:
  - w pierwszych po odzyskaniu niepodległości wyborach prezydenckich na Timorze Wschodnim zwyciężył Xanana Gusmão.
  - w Barranquilli doszło do nieudanego zamachu bombowego na Álvaro Uribe, kandydata w wyborach prezydenckich i późniejszego prezydenta Kolumbii. Zginęły 3 osoby, a kilkanaście zostało rannych.
- 15 kwietnia – 128 osób zginęło w katastrofie chińskiego Boeinga 767 w Korei Południowej.
- 18 kwietnia:
  - w Mediolanie awionetka pilotowana przez Szwajcara pochodzenia włoskiego Gino Fasulo rozbiła się uderzając w 26 piętro wieżowca Pirelli. Zginęły trzy osoby.
  - zostało ogłoszone odkrycie nowego rzędu mięsożernych owadów afrykańskich – Mantophasmatodea.
- 19 kwietnia – „zimowe” jajko wielkanocne wykonane w 1913 r. ze złota, emalii i 3 tys. kamieni szlachetnych przez złotnika Petera Carla Fabergé dla cara Rosji Mikołaja II zostało sprzedane w Nowym Jorku za 9,6 mln dol.
- 21 kwietnia – we Francji odbyła się I tura wyborów prezydenckich. Do II tury przeszli urzędujący prezydent Jacques Chirac i lider Frontu Narodowego Jean-Marie Le Pen.
- 24 kwietnia – Bośnia i Hercegowina została członkiem Rady Europy.
- 25 kwietnia – południowoafrykański przedsiębiorca Mark Shuttleworth został drugim turystą kosmicznym jako członek misji statku Sojuz TM-34 na Międzynarodową Stację Kosmiczną (ISS).
- 26 kwietnia – 17 osób zginęło, a 7 zostało rannych w masakrze w gimnazjum w Erfurcie, dokonanej przez wydalonego z niego ucznia.
- 29 kwietnia – po 48 latach pracy została wyłączona najstarsza na świecie cywilna elektrownia jądrowa w Obninsku pod Moskwą.
- 30 kwietnia – w wyniku referendum w Pakistanie sprawowanie władzy prezydenckiej przez gen. Perveza Musharrafa przedłużono o kolejne 5 lat.
- 4 maja:
  - katastrofa lotu EAS Airlines 4226: samolot BAC One-Eleven lecący z Kano do Lagos w Nigerii rozbił się w trakcie podchodzenia do lądowania, uderzając w budynki mieszkalne. Zginęło 149 osób (71 na pokładzie i 78 na ziemi).
  - po raz pierwszy obchodzono Światowy Dzień Sprawiedliwego Handlu.
- 5 maja – Jacques Chirac ponownie wygrał wybory prezydenckie we Francji.
- 6 maja:
  - Holandia: w trakcie trwającej kampanii przedwyborczej lewicowy ekstremista Volkert van der Graaf zastrzelił w Hilversum Pima Fortuyna, przewodniczącego populistycznej Listy Pima Fortuyna (LPF).
  - Marc Ravalomanana został prezydentem Madagaskaru.
- 7 maja:
  - chiński samolot MD-82 rozbił się w zatoce koło miasta Dalian; zginęło 112 osób.
  - egipski Boeing 767 rozbił się podczas podchodzenia do lądowania w Tunisie; zginęło 15 spośród 64 osób na pokładzie.
- 9 maja – 43 osoby zginęły, ponad 130 zostało rannych w zamachu bombowym podczas obchodów Dnia Zwycięstwa w Kaspijsku, w południowej Rosji.
- 10 maja – zakończyło się oblężenie bazyliki Narodzenia Pańskiego w Betlejem.
- 14 maja – urzędujący prezydent Sierra Leone Ahmad Tejan Kabbah został wybrany na drugą kadencję.
- 15 maja – Real Madryt wygrał po raz 9 Ligę Mistrzów po zwycięstwie z Bayerem Leverkusen 2:1.
- 19 maja – Paulina od Serca Jezusa została kanonizowana przez papieża Jana Pawła II.
- 20 maja:
  - Timor Wschodni odzyskał pełną niepodległość (od Indonezji).
  - Chen Shui-bian został prezydentem Tajwanu.
- 22 maja:
  - w Pradze odsłonięto Pomnik Ofiar Komunizmu.
  - dokonano oblotu bojowego, bezzałogowego aparatu latającego Boeing X-45.
- 24 maja:
  - prezydenci Władimir Putin i George W. Bush podpisali w Moskwie Traktat o redukcji strategicznej broni ofensywnej (SORT).
  - światowa premiera filmu Romana Polańskiego pt. Pianista, będącego ekranizacją autentycznych wspomnień Władysława Szpilmana, jednego z „robinsonów warszawskich”.
  - norweska księżniczka Marta Ludwika wyszła za mąż za pisarza Ariego Behna.
- 25 maja:
  - 193 osoby zginęły w katastrofie kolejowej w Mozambiku.
  - 225 osób zginęło u wybrzeży Tajwanu w katastrofie Boeinga 747 należącego do China Airlines.
  - Marija Naumova z Łotwy wygrała 47. Konkurs Piosenki Eurowizji w Tallinnie.
- 27 maja:
  - Péter Medgyessy został premierem Węgier.
  - palestyński terrorysta-samobójca wysadził się przy wejściu do kawiarni w izraelskim mieście Petach Tikwa, zabijając 2 osoby i raniąc 20.
- 28 maja – w Rzymie odbył się szczyt państw Paktu Północnoatlantyckiego i Rosji, na którym podpisano Deklarację Rzymską, czyli ukonstytuowanie się Rady Rosja-NATO.
- 29 maja – rzymski szczyt państw Wspólnot Europejskich i Rosji, na którym poruszono m.in. sprawę korytarza eksterytorialnego pomiędzy obwodem królewieckim a Federacją Rosyjską.
- 31 maja–30 czerwca – XVII Mistrzostwa Świata w piłce nożnej w Korei Południowej i Japonii. Pierwsze w historii mistrzostwa organizowane wspólnie przez dwa państwa. Mistrzem świata została reprezentacja Brazylii (po raz piąty w historii).
- 4 czerwca:
  - w południowokoreańskim Pusanie Polska przegrała 0:2 z gospodarzami, w swym pierwszym meczu na piłkarskich mistrzostwach świata.
  - w wyniku przerwania tamy wodnej Zeyzoun w północnej Syrii zginęło około 100 osób.
- 5 czerwca:
  - 17 osób zginęło, a 38 zostało rannych w samobójczym zamachu bombowym na autobus w Megiddo na północy Izraela.
  - ukazała się pierwsza „oficjalna” wersja Mozilli, oznaczona numerem 1.0.
  - z przedawkowania heroiny zmarł Dee Dee Ramone, amerykański muzyk punk rockowy, basista zespołu Ramones.
- 6 czerwca – satelitarny system wczesnego ostrzegania USA wykrył w atmosferze nad Morzem Śródziemnym wybuch 10-metrowej asteroidy o sile podobnej do bomby atomowej zrzuconej na Hiroszimę.
- 8 czerwca – Amadou Toumani Touré został prezydentem Mali.
- 10 czerwca:
  - obrączkowe zaćmienie Słońca widoczne w Azji, Australii i Ameryce Północnej.
  - Polska przegrała z Portugalią 0:4 w swym drugim meczu grupowym podczas piłkarskich Mistrzostwach Świata w Korei Południowej i Japonii.
- 13 czerwca – po wycofaniu się USA moc utracił traktat o ograniczeniu rozwoju, testowania i rozmieszczania systemów antybalistycznych.
- 14 czerwca – w wybuchu samochodu-pułapki przed konsulatem USA w Karaczi zginęło 12 osób, ponad 50 zostało rannych.
- 15 czerwca – wystartowała MTV Rumunia(inne języki).
- 16 czerwca – papież Jan Paweł II kanonizował ojca Pio z Pietrelciny.
- 18 czerwca – 19 osób zginęło, a 74 zostały ranne w dokonanym przez palestyńskiego terrorystę samobójczym zamachu bombowym na autobus w Jerozolimie.
- 22 czerwca – trzęsienie ziemi w zachodnim Iranie o sile 6,5 stopni w skali Richtera, w wyniku którego zginęło co najmniej 261 osób.
- 24 czerwca – 288 osób zginęło w katastrofie kolejowej w Tanzanii.
- 29 czerwca:
  - Koffi Sama został premierem Togo.
  - prezydent USA George W. Bush przekazał czasowo swoją władzę wiceprezydentowi Dickowi Cheneyowi na okres, kiedy miał przebywać pod narkozą podczas rutynowych badań lekarskich.
- 30 czerwca – w finale mistrzostw świata w piłce nożnej w Japonii Brazylia pokonała Niemcy 2:0
- 1 lipca:
  - wszedł w życie Statut Rzymski powołujący Międzynarodowy Trybunał Karny z siedzibą w Hadze.
  - 1 lipca do 31 grudnia Dania przewodziła w Radzie Unii Europejskiej oraz Radzie Europejskiej.
  - w wyniku zderzenia Tu-154 z transportowym Boeingiem 757 nad południowymi Niemcami zginęło 71 osób, w tym 45 rosyjskich dzieci.
  - katastrofa drogowa polskiego autokaru na Węgrzech. Zginęło 19 Polaków.
- 2 lipca – Steve Fossett jako pierwszy człowiek na świecie okrążył balonem kulę ziemską bez międzylądowania.
- 9 lipca – w stolicy Etiopii Addis Abebie w miejsce Organizacji Jedności Afrykańskiej powołano Unię Afrykańską.
- 11 lipca – wojska marokańskie zajęły bezludną wysepkę Perejil, wywołując krótki konflikt zbrojny z Hiszpanią, uważany za pierwszą wojnę rozpoczętą w nowym tysiącleciu.
- 12 lipca – Vladimír Špidla został premierem Czech.
- 18 lipca – Hiszpania przeprowadziła operację Recuperar Soberanía, w której odbiła wyspę Perejil z rąk marokańskich kadetów; konflikt określany jako pierwsza wojna o terytorium w nowym tysiącleciu.
- 24 lipca – Alfred Moisiu został prezydentem Albanii.
- 25 lipca – A.P.J. Abdul Kalam został prezydentem Indii.
- 27 lipca – we Lwowie na Ukrainie samolot myśliwski typu Su-27 runął w tłum widzów podczas pokazów lotniczych na lotnisku Skniłów. Zginęło co najmniej 78 osób, a 115 zostało rannych.
- 30 lipca:
  - Pedro de San José Betancur został kanonizowany przez papieża Jana Pawła II.
  - DR Kongo i Rwanda podpisują układ pokojowy w Pretorii.
- 31 lipca – wybuch bomby w restauracji Uniwersytetu Hebrajskiego w Jerozolimie zabił 5 studentów i ranił 85 osób.
- Sierpień – powołano do życia Uniwersytet Strathmore w Nairobi w Kenii, pod patronatem Opus Dei.
- 7 sierpnia – Álvaro Uribe został prezydentem Kolumbii. Podczas ceremonii zaprzysiężenia rebelianci z FARC dokonali ataku moździerzowego na okolice pałacu prezydenckiego, w wyniku którego zginęło 21 osób.
- 19 sierpnia – w Czeczenii został zestrzelony rosyjski śmigłowiec Mi-26, zginęło 118 osób.
- 26 sierpnia – w Johannesburgu (Południowa Afryka) rozpoczął się drugi Szczyt Ziemi.
- 2 września – w Budapeszcie założono niemieckojęzyczny Uniwersytet Andrássy.
- 6 września – Iajuddin Ahmed został prezydentem Bangladeszu.
- 9 września – w indyjskim stanie Bihar wpadł do rzeki wykolejony pociąg osobowy; zginęło 119 osób.
- 10 września – Szwajcaria przystąpiła do ONZ.
- 18 września – odbywający karę 10 lat pozbawienia wolności francuski zbrodniarz wojenny Maurice Papon został, ze względów zdrowotnych, zwolniony przedterminowo z więzienia.
- 22 września – odbyły się wybory parlamentarne w Niemczech.
- 23 września – w Belgii zalegalizowano eutanazję.
- 26 września – co najmniej 1863 osoby zginęły w katastrofie senegalskiego promu MV „Le Joola”.
- 27 września:
  - Timor Wschodni został członkiem ONZ.
  - Donald Rumsfeld oświadczył iż Stany Zjednoczone posiadają „kuloodporny” dowód na powiązania pomiędzy Al-Ka’idą a Saddamem Husseinem, co w świetle naszej dzisiejszej wiedzy okazało się manipulacją i kłamstwem wobec opinii publicznej.
- 2 października – tzw. Snajper z Waszyngtonu (John Allen Muhammad) zastrzelił swoją pierwszą ofiarę.
- 3 października – po trwającej 22 miesiące renowacji odsłonięto Bramę Brandenburską w Berlinie.
- 6 października:
  - w Rzymie odbyła się kanonizacja św. Josemarii Escrivy de Balaguer, przy tej okazji powołano do życia projekt pomocy dla Afryki Harambee.
  - w Zatoce Adeńskiej (Jemen) francuski tankowiec „Limburg” został zaatakowany przez łódź motorową wypełnioną materiałami wybuchowymi. Zginął 1 członek załogi, a 12 zostało rannych, wyciekło 90 tys. baryłek ropy naftowej.
- 11 października – w centrum handlowym w fińskim mieście Vantaa doszło do zamachu bombowego. Zginęło 6 osób i zamachowiec, 19-letni student chemii, a 166 zostało rannych.
- 12 października – miał miejsce terrorystyczny zamach bombowy na indonezyjskiej wyspie Bali. Zginęły 202 osoby, w tym polska dziennikarka Beata Pawlak, a ponad 300 zostało rannych.
- 13 października – Michael Schumacher zdobył swój 5 tytuł mistrza świata Formuły 1.
- 16 października – Egipt: w Aleksandrii została otwarta Bibliotheca Alexandrina, która ma być kontynuacją i nawiązaniem do tradycji starożytnej Biblioteki Aleksandryjskiej.
- 19 października – otwarto metro w Kopenhadze.
- 21 października – Izrael: 14 osób zginęło, a 50 zostało rannych w samobójczym zamachu dwóch terrorystów Islamskiego Dżihadu na autobus w Haderze.
- 23–26 października – atak czeczeńskich terrorystów na Centrum Teatralne na Dubrowce w Moskwie.
- 24 października – aresztowano snajperów z Waszyngtonu.
- 27 października – Luiz Inácio Lula da Silva wygrał wybory prezydenckie w Brazylii.
- 31 października:
  - w trzęsieniu ziemi we włoskich regionach Apulia i Molise zginęło 30 osób, kilkadziesiąt zostało rannych. Wszystkie ofiary śmiertelne pochodziły z miejscowości San Giuliano di Puglia, gdzie m.in. w zawalonej szkole zginęło 26 dzieci i nauczycielka.
  - został odkryty księżyc Jowisza – Arche.
- 1 listopada – Branko Crwenkowski został po raz drugi premierem Macedonii.
- 3 listopada – premiera filmu Harry Potter i Komnata Tajemnic.
- 13 listopada – u wybrzeży hiszpańskiej Galicji nastąpił wybuch na tankowcu MT „Prestige” z ładunkiem 70 tysięcy ton ropy, która wydostała się ze zbiorników po przełamaniu kadłuba. Wyciekająca ropa zniszczyła unikalne wybrzeża oraz tradycyjne łowiska galicyjskich rybaków. Wydarzenie uznano za jedną z największych katastrof ekologicznych w dziejach Europy.
- 15 listopada:
  - Hebron: 12 izraelskich osadników zginęło, a 15 zostało rannych w wyniku ataku palestyńskich terrorystów.
  - Hu Jintao został sekretarzem generalnym KPCh.
  - w Malgobeku (Inguszetia), w dokonanym przez czeczeńskiego terrorystę samobójczym zamachu z użyciem granatu, zginęło 4 pasażerów autobusu, a 9 zostało rannych.
- 18 listopada – w poszukiwaniu broni masowego rażenia do Iraku przybyli międzynarodowi inspektorzy, na czele których stał Hans Blix.
- 19 listopada – u wybrzeży hiszpańskiej Galicji zatonął tankowiec MT „Prestige” z ładunkiem 70 tys. ton ciężkiego oleju napędowego.
- 20 listopada – eksplozje w podziemnym składzie broni w ekwadorskim mieście Riobamba – 7 osób zginęło, a 538 zostało rannych.
- 21 listopada:
  - podczas szczytu NATO w Pradze siedem państw otrzymało zaproszenia do rozpoczęcia negocjacji dotyczących ich przystąpienia do Sojuszu. Były to: Bułgaria, Estonia, Litwa, Łotwa, Rumunia, Słowacja i Słowenia.
  - Wiktor Janukowycz został po raz pierwszy premierem Ukrainy.
  - w wyniku palestyńskiego samobójczego zamachu bombowego w autobusie na przedmieściach Jerozolimy zginęło 11 osób, a 47 zostało rannych.
  - Zafarullah Khan Jamali został premierem Pakistanu.
- 22 listopada – konkurs Miss World 2002, mający się odbyć w nigeryjskim mieście Kaduna, został odwołany z powodu krwawych protestów przeciwko niemu w stolicy kraju Abudży, w wyniku których zginęło ponad 200 osób.
- 25 listopada – utworzono Departament Bezpieczeństwa Krajowego Stanów Zjednoczonych.
- 28 listopada:
  - 15 osób zginęło, w tym pięcioro Izraelczyków i trzech zamachowców, w ataku bombowym na żydowski hotel w kenijskiej Mombasie.
  - 200-milionowy turysta zwiedził Wieżę Eiffla.
- 30 listopada – prochy Aleksandra Dumasa ojca przeniesiono do paryskiego Panteonu.
- 1 grudnia – wodowano największy dotychczas liniowiec transatlantycki RMS Queen Mary 2.
- 4 grudnia:
  - całkowite zaćmienie Słońca widoczne w południowej Afryce, na Oceanie Indyjskim i w Australii.
  - w Makasar na indonezyjskiej wyspie Sulawesi w wyniku wybuchu bomby w barze sieci McDonald’s zginęły 3 osoby, a 11 zostało rannych.
- 7 grudnia – Azra Akın jako pierwsza Turczynka zdobyła w Londynie tytuł Miss World.
- 7/8 grudnia – w nocy skradziono z muzeum artysty w Amsterdamie dwa obrazy Vincenta van Gogha: Plaża w Scheveningen i Wyjście kongregacji z kościoła w Nuenen.
- 9 grudnia:
  - walcząca o niepodległość prowincji Aceh partyzantka podpisała z władzami Indonezji porozumienie o zawieszeniu broni.
  - premiera filmu Gangi Nowego Jorku.
- 10 grudnia – premiera filmu Chicago.
- 13 grudnia – na szczycie w Kopenhadze zakończyły się negocjacje między Unią Europejską a dziesięcioma państwami kandydującymi: Cyprem, Czechami, Estonią, Litwą, Łotwą, Maltą, Polską, Słowenią, Słowacją i Węgrami.
- 14 grudnia:
  - Hans Enoksen został premierem Grenlandii.
  - jeden z największych statków pasażerskich MS „Navigator of the Seas” wypłynął z Southampton w swój dziewiczy rejs.
- 18 grudnia – premiery filmów: Godziny i Władca Pierścieni: Dwie wieże.
- 22 grudnia – Janez Drnovšek został prezydentem Słowenii.
- 24 grudnia – 13 osób zginęło, a 12 zostało rannych w zamachu bombowym na dom Saudiego Ampatuana, burmistrza miasta Datu Piang na Filipinach.
- 27 grudnia:
  - 5 osadników zginęło, a 5 zostało rannych w ataku terrorystycznym na szkołę rabinacką w osiedlu Otniel pod Hebronem w Izraelu.
  - 72 osoby zginęły, a ponad 200 zostało rannych w zamachu bombowym dokonanym na siedzibę rosyjskiej administracji w stolicy Czeczenii Groznym.
  - Brigitte Boisselier w imieniu sekty raelian poinformowała o rzekomych narodzinach pierwszego sklonowanego człowieka – dziewczynki o imieniu Eve.
  - Mwai Kibaki wygrał w I turze wybory prezydenckie w Kenii.
- 30 grudnia – Mwai Kibaki został prezydentem Kenii.

## Urodzili się
- 1 stycznia:
  - Ana Puljiz, chorwacka judoczka
  - Tusse, kongijsko-szwedzki piosenkarz
  - Wiktoria Sobiech, polska koszykarka
- 2 stycznia – Rylan Wiens, kanadyjski skoczek do wody
- 3 stycznia:
  - Anna Szpyniowa, rosyjska skoczkini narciarska
  - Oliwer Wdowik, polski lekkoatleta
  - Kornel Witkowski, polski łyżwiarz figurowy
- 7 stycznia – Mohamed Daramy, duński piłkarz sierraleońskiego pochodzenia
- 9 stycznia – Piero Hincapié, ekwadorski piłkarz
- 10 stycznia:
  - Isaiah Jackson, amerykański koszykarz
  - Filip Marchwiński, polski piłkarz
  - Leyanis Pérez, kubańska lekkoatletka, trójskoczkini
  - Aleksandra Rudolf, polska łyżwiarka figurowa
- 11 stycznia – Kamil Sieradzki, polski pływak
- 12 stycznia:
  - Eva Lys, niemiecka tenisistka
  - Elias Medwed, austriacki skoczek narciarski
- 14 stycznia – Giulia Morlet, francuska tenisistka
- 17 stycznia:
  - Rok Možič, słoweński siatkarz
  - Natalia Wiśniewska, polska gimnastyczka
- 18 stycznia:
  - Karim Adeyemi, niemiecki piłkarz nigeryjskiego pochodzenia
  - Deven Fagan, amerykański narciarz dowolny
  - Kiernan Fagan, amerykański narciarz dowolny
  - Ki-Jana Hoever, holenderski piłkarz surinamskiego pochodzenia
  - Jernej Presečnik, słoweński skoczek narciarski
  - Marcel Stržinar, słoweński skoczek narciarski
  - Anastasia Zakharova, rosyjska tenisistka
- 19 stycznia:
  - Daniel Ziółkowski, polski koszykarz
  - Walentin Andreew, bułgarski lekkoatleta
  - Reinier Jesus Carvalho, brazylijski piłkarz
  - Edmond Nazarjan, bułgarski zapaśnik
- 20 stycznia:
  - Aleksandra Bojkowa, rosyjska łyżwiarka figurowa
  - Arnaud Kalimuendo, francuski piłkarz kongijskiego pochodzenia
  - Bećir Omeragić, szwajcarski piłkarz
- 21 stycznia:
  - Elyanna, palestyńsko-chilijska piosenkarka
  - Moussa Diabaté, francuski koszykarz
- 22 stycznia:
  - George Bello, amerykański piłkarz pochodzenia nigeryjskiego
  - Daniel Moroder, włoski skoczek narciarski
  - Rusłan Neszczeret, ukraiński piłkarz
- 23 stycznia:
  - Martyna Cyrko, polska piosenkarka, autorka tekstów
  - Joško Gvardiol, chorwacki piłkarz
  - Nicola Zalewski, polski piłkarz
- 24 stycznia:
  - Kaio Jorge, brazylijski piłkarz
  - Shingo Nishiyama, japoński łyżwiarz figurowy
- 25 stycznia – Lil Mosey, amerykański raper, piosenkarz, autor tekstów
- 26 stycznia:
  - Darja Astachowa, rosyjska tenisistka
  - Dennis Borkowski, niemiecki piłkarz
  - Yang Junxuan, chińska pływaczka
- 29 stycznia
  - Stawros Gawriil, cypryjski piłkarz
  - Megan Jastrab, amerykańska kolarka torowa i szosowa
- 30 stycznia:
  - Christos Dzolis, grecki piłkarz
  - Mikołaj Lorens, polski tenisista
  - Tyla, południowoafrykańska piosenkarka, autorka tekstów pochodzenia maurytyjskiego
- 31 stycznia – Sōta Kudō, japoński skoczek narciarski
- 5 lutego – Davis Cleveland, amerykański aktor dziecięcy
- 7 lutego:
  - Ai Yanhan, chińska pływaczka
  - Wiktoria Zasada, polska koszykarka
- 8 lutego – Igor Falecki, polski muzyk, perkusista
- 9 lutego:
  - Regan Smith, amerykańska pływaczka
  - Jalen Green, amerykański koszykarz
- 11 lutego – Liam Lawson, nowozelandzki kierowca wyścigowy
- 12 lutego – Adama Sanogo, malijski koszykarz
- 13 lutego:
  - Jaden Ivey, amerykański koszykarz
  - Sophia Lillis, amerykańska aktorka
  - Daishen Nix, amerykański koszykarz
- 14 lutego – Olimpia Breza, polska lekkoatletka, biegaczka długodystansowa
- 17 lutego:
  - Alexandra Bär, szwajcarska narciarka dowolna
  - Julia Koralewska, polska lekkoatletka, biegaczka
  - Kelly Sildaru, estońska narciarka dowolna
- 20 lutego – Wojciech Tomaszewski, polski koszykarz
- 26 lutego – Weronika Piechowiak, polska koszykarka
- 27 lutego – Johnny Davis, amerykański koszykarz
- 2 marca - Natalia Oleszkiewicz, polska piłkarka
- 3 marca:
  - Keely Hodgkinson, brytyjska lekkoatletka, biegaczka średniodystansowa
  - Li Bingjie, chińska pływaczka
  - Leonidas Stergiou, szwajcarski piłkarz pochodzenia greckiego
- 9 marca – Usman Garuba, hiszpański koszykarz, nigeryjskiego pochodzenia
- 10 marca – Keon Johnson, amerykański koszykarz
- 13 marca – Seo Whi-min, południowokoreańska łyżwiarka szybka, specjalistka short tracku
- 14 marca – Flórián Molnár, węgierski skoczek narciarski
- 18 marca – Štěpánka Ptáčková, czeska skoczkini narciarska
- 19 marca – Olaf Perzanowski, polski koszykarz
- 21 marca – Briana Williams, jamajska lekkoatletka, sprinterka
- 27 marca – Darija Snihur, ukraińska tenisistka
- 29 marca – Ewelina Śmiałek, polska koszykarka
- 1 kwietnia
  - Sofie Hornemann, duńska piłkarka
  - Ignace Van der Brempt, belgijski piłkarz
- 2 kwietnia
  - Aleksandra Błażowska, polska skoczkini do wody
  - Son Sang-yeon, południowokoreański aktor
- 6 kwietnia – Leyre Romero Gormaz, hiszpańska tenisistka
- 7 kwietnia – Laura Bretan, rumuńsko-amerykańska śpiewaczka operowa (sopran)
- 8 kwietnia – Skai Jackson, amerykańska aktorka dziecięca
- 10 kwietnia:
  - Natalia Kurach, polska koszykarka
  - Isaac Lihadji, francuski piłkarz
  - Aleksandra Kuczyńska, polska koszykarka
- 12 kwietnia – Justin Lewis, amerykański koszykarz
- 13 kwietnia - Jeanne Richard, francuska biathlonistka
- 14 kwietnia – Abbey Murphy, amerykańska hokeistka
- 16 kwietnia:
  - Dajana Kiriłłowa, rosyjska piosenkarka
  - Patryk Peda, polski piłkarz
  - Sadie Sink, amerykańska aktorka
- 17 kwietnia
  - Whitney Osuigwe, amerykańska tenisistka pochodzenia nigeryjskiego
  - Helene Pellicano, maltańska tenisistka
- 18 kwietnia:
  - Geraldine González, dominikańska siatkarka
  - Julian Strawther, amerykański koszykarz, posiadający także portorykańskie obywatelstwo
- 20 kwietnia:
  - Irina Aleksiejewa, rosyjska gimnastyczka
  - Gyda Westvold Hansen, norweska skoczkini narciarska, specjalistka kombinacji norweskiej
- 22 kwietnia – Adriana Achcińska, polska piłkarka
- 24 kwietnia:
  - Olivia Gadecki, australijska tenisistka pochodzenia polskiego
  - Kuba Szmajkowski, polski piosenkarz, autor tekstów
  - Exequiel Zeballos, argentyński piłkarz
- 29 kwietnia:
  - Jordan Hawkins, amerykański koszykarz
  - Sinja Kraus, austriacka tenisistka
  - Alicja Szemplińska, polska piosenkarka
- 30 kwietnia – Zeynep Sönmez, turecka tenisistka
- 1 maja – Chet Holmgren, amerykański koszykarz
- 6 maja
  - Kacper Gordon, polski koszykarz
  - Janice Tjen, indonezyjska tenisistka
- 8 maja – Marco Angulo, ekwadorski piłkarz (zm. 2024)
- 10 maja:
  - Karin Ann, słowacka piosenkarka, autorka tekstów pochodzenia czeskiego
  - Niłufar Rajmowa, kazachska zapaśniczka
- 11 maja – Oliwia Toborek, polska pięściarka
- 13 maja – Diribe Welteji, etiopska lekkoatletka, biegaczka
- 14 maja – Margarita Armstrong-Jones(inne języki), brytyjska arystokratka
- 18 maja – Alina Zagitowa, rosyjska łyżwiarka figurowa
- 20 maja – Ditaji Kambundji, szwajcarska lekkoatletka, płotkarka pochodzenia kongijskiego
- 25 maja - Marija Jordanowa, bułgarska siatkarka
- 27 maja – Alina Czarajewa, rosyjska tenisistka
- 28 maja:
  - Roksana Jędraszak, polska lekkoatletka, skoczkini w dal
  - Michaił Purtow, rosyjski skoczek narciarski
  - Natalia Zastępa, polska piosenkarka
- 29 maja:
  - Julia Riera, argentyńska tenisistka
  - Marcin Zawół, polski biathlonista
- 30 maja – Natty, tajska piosenkarka
- 31 maja:
- Moses Moody, amerykański koszykarz
- Sander Skotheim, norweski lekkoatleta, wieloboista
- 4 czerwca – Joséphine Pagnier, francuska skoczkini narciarska
- 5 czerwca:
  - Jakub Kamiński, polski piłkarz
  - Zhang Kexin, chińska narciarka dowolna
- 8 czerwca – Athing Mu, amerykańska lekkoatletka, sprinterka i biegaczka średniodystansowa
- 10 czerwca – Adrián Kaprálik, słowacki piłkarz
- 11 czerwca – Windy Cantika Aisah, indonezyjska sztangistka
- 13 czerwca – Annika Belshaw, amerykańska skoczkini narciarska i kombinatorka norweska
- 19 czerwca – Bennedict Mathurin, kanadyjski koszykarz
- 20 czerwca – Nodoka Yamamoto, japońska zapaśniczka
- 22 czerwca – Gui Santos, brazylijski koszykarz
- 24 czerwca – Jekatierina Kurakowa, rosyjsko-polska łyżwiarka figurowa
- 27 czerwca – Jarrad Branthwaite, angielski piłkarz
- 28 czerwca:
  - Natsumi Kawaguchi, japońska tenisistka
  - Marta Kostiuk, ukraińska tenisistka
- 29 czerwca – Jaylin Williams, amerykański koszykarz
- 30 czerwca – Alicja Rogozińska, polska koszykarka
- 3 lipca:
  - Ryan Rollins, amerykański koszykarz
  - Olivier-Maxence Prosper, kanadyjski koszykarz
- 4 lipca – Saïdou Sow, gwinejski piłkarz
- 5 lipca – Jaden Hardy, amerykański koszykarz
- 6 lipca – Julia Awdiejewa, rosyjska tenisistka
- 7 lipca – Francesca Curmi, maltańska tenisistka
- 10 lipca – Mananchaya Sawangkaew, tajska tenisistka
- 11 lipca – Oceana Mackenzie, australijska wspinaczka sportowa
- 12 lipca:
  - Dalen Terry, amerykański koszykarz
  - Jennie-Lee Burmansson, szwedzka narciarka dowolna
  - Nnamdi Chinecherem, nigeryjski lekkoatleta, oszczepnik
- 13 lipca:
  - Sebastian Tounekti, tunezyjski piłkarz
  - Sika Koné, malijska koszykarka
  - Huening Kai(inne języki)  – koreański piosenkarz
- 17 lipca – Wang Jianjiahe, chińska pływaczka
- 21 lipca – Rika Kihira, japońska łyżwiarka figurowa
- 22 lipca – Feliks, członek duńskiej rodziny królewskiej, wnuk królowej Małgorzaty II
- 23 lipca – Séléna Janicijevic, francuska tenisistka
- 24 lipca – Kacper Marchewka, polski koszykarz
- 25 lipca:
  - Adam Hložek, czeski piłkarz
  - Alperen Şengün, turecki koszykarz
- 26 lipca – Kamila Borkowska, polska koszykarka
- 30 lipca:
  - Sofja Samodurowa, rosyjska łyżwiarka figurowa
  - Darja Waskina, rosyjska pływaczka
- 1 sierpnia – Anne-Marie Padurariu, kanadyjska gimnastyczka pochodzenia rumuńskiego
- 8 sierpnia - Lisa Nyberg, szwedzka narciarka alpejska
- 10 sierpnia – Magdalena Szymkiewicz, polska koszykarka
- 14 sierpnia – Kenneth Lofton, amerykański koszykarz
- 16 sierpnia – Talia Ryder, amerykańska aktorka
- 18 sierpnia:
  - Jade Melbourne, australijska koszykarka
  - Norbert Maciejak, polski koszykarz
- 19 sierpnia - Kinga Waleriańczyk, polska lekkoatletka, chodziarka
- 20 sierpnia – Jenny Nowak, niemiecka skoczkini narciarska i kombinatorka norweska
- 23 sierpnia – Dominik Dudys, polski pływak
- 26 sierpnia – J.T. Thor, amerykański koszykarz, posiadający także południowosudańskie obywatelstwo
- 29 sierpnia – Destiny Chukunyere, maltańska piosenkarka
- 30 sierpnia – Martyna Borowczak, polska siatkarka
- 1 września
  - Gabriela Andrukonis, polska lekkoatletka, oszczepniczka
  - Diane Parry, francuska tenisistka
- 2 września:
  - Elina Dzenggo, grecka lekkoatletka, oszczepniczka
  - Daniel Szelągowski, polski piłkarz
- 5 września – Alessandra Mele, norwesko-włoska piosenkarka, autorka tekstów
- 6 września:
  - Asher Angel, amerykański aktor, piosenkarz
  - Leylah Annie Fernandez, kanadyjska tenisistka pochodzenia ekwadorsko-filipińskiego
  - Irma Machinia, rosyjska skoczkini narciarska
  - Ting Cui, amerykańska łyżwiarka figurowa pochodzenia chińskiego
- 11 września – Peyton Watson, amerykański koszykarz
- 12 września – Ana Iulia Dascăl, rumuńska pływaczka
- 13 września – Ana Karina Olaya, kolumbijska siatkarka
- 15 września – Ayane Miyazaki, japońska kombinatorka norweska
- 16 września:
  - Kennedy Chandler, amerykański koszykarz
  - Darja Semeņistaja, łotewska tenisistka
- 17 września:
  - Gabriela Andrukonis, polska lekkoatletka, oszczepniczka
  - Elina Awanesian, rosyjska tenisistka
  - Zena, białoruska piosenkarka, prezenterka telewizyjna
- 18 września:
  - Savannah Broadus, amerykańska tenisistka
  - Siergiej Kozyriew, rosyjski zapaśnik
- 20 września – Arkadiusz Pyrka, polski piłkarz
- 21 września – Weronika Baszak, polska tenisistka
- 24 września:
  - Jéssica Bouzas Maneiro, hiszpańska tenisistka
  - Kim Ga-eul, południowokoreańska piosenkarka, raperka
  - Zhou Xiaoyang, chiński skoczek narciarski
- 25 września:
  - Julita Piasecka, polska siatkarka
  - Jaden Springer, amerykański koszykarz
- 26 września – Kiran Krishnakumar, amerykański aktor
- 27 września – Jenna Ortega, amerykańska aktorka dziecięca
- 30 września:
  - Eszter Muhari, węgierska szpadzistka
  - Tara Würth, chorwacka tenisistka
  - Maddie Ziegler, amerykańska tancerka, modelka, aktorka
- 2 października – Dalibor Svrčina, czeski tenisista
- 3 października – J.D. Davison, amerykański koszykarz
- 6 października:
  - Cleopatra Stratan, mołdawsko-rumuńska piosenkarka
  - Jonathan Kuminga, kongijski koszykarz
- 7 października – Adam Niżnik, polski skoczek narciarski
- 8 października:
  - Pia Lilian Kübler, niemiecka skoczkini narciarska
  - Zheng Qinwen, chińska tenisistka
- 10 października – Josh Giddey, australijski koszykarz
- 16 października:
  - Jule Brand, niemiecka piłkarka
  - Vanessa Moharitsch, austriacka skoczkini narciarska
  - Madison Wolfe, amerykańska aktorka
- 17 października – Lily Morrow, południowokoreańsko-australijska piosenkarka
- 24 października – Maia Weintraub, amerykańska florecistka
- 25 października – Alessandro Bedetti, włoski aktor filmowy
- 31 października:
  - Ansu Fati, hiszpański piłkarz pochodzący z Gwinei Bissau
  - Jakub Kałuziński, polski piłkarz
- 7 listopada – Julia Tervahartiala, fińska skoczkini narciarska
- 8 listopada – Bryce McGowens, amerykański koszykarz
- 9 listopada – Mouhamed Gueye, senegalski koszykarz
- 12 listopada – Paolo Banchero, amerykańsko-włoski koszykarz
- 13 listopada – Emma Raducanu, brytyjska tenisistka
- 15 listopada – Alicja Janczak, polska koszykarka
- 16 listopada – Bai Zhuoxuan, chińska tenisistka
- 18 listopada – Patrick Baldwin, amerykański koszykarz
- 22 listopada:
  - Avonley Nguyen, amerykańska łyżwiarka figurowa pochodzenia wietnamskiego
  - Brandon Miller, amerykański koszykarz
- 25 listopada:
  - Pedri, hiszpański piłkarz
  - Josh Minott, amerykański koszykarz, posiadający jamajskie obywatelstwo
- 2 grudnia – Anastasija Gubanowa, gruzińska łyżwiarka figurowa pochodzenia rosyjskiego
- 4 grudnia:
  - Jan Biegański, polski piłkarz
  - John Butler, amerykański koszykarz
- 9 grudnia:
  - Karol Biłas, polski hokeista
  - Włada Nikolczenko, ukraińska gimnastyczka artystyczna
  - Muzala Samukonga, zambijski lekkoatleta, sprinter
  - Silviu Șmalenea, mołdawski piłkarz, bramkarz
- 11 grudnia – Ami Ishii, japońska zapaśniczka
- 17 grudnia:
  - Stefania Liberakakis, holendersko-grecka piosenkarka
  - Matthew Richards, brytyjski pływak
- 18 grudnia:
  - Amy Harvey, japońska piosenkarka
  - Mikołaj Adamczak, polski koszykarz
- 21 grudnia:
  - Alexandrin Guțu, mołdawski zapaśnik
  - Clara Tauson, duńska tenisistka
- 22 grudnia - Emma Finucane, brytyjska kolarka torowa
- 23 grudnia – Finn Wolfhard, kanadyjski aktor i muzyk
- 24 grudnia – Joshua Primo, kanadyjski koszykarz
- 30 grudnia - Jordan Wedderburn. południowoafrykańska piłkarka wodna
- 31 grudnia:
  - Darja Pawluczenko, rosyjska łyżwiarka figurowa
  - Mako Yamashita, japońska łyżwiarka figurowa
  - Terquavion Smith, amerykański koszykarz

Nieznana data:
- Elke Biesendorfer - niemiecko-amerykańska aktorka filmowa i teatralna
- Dilara Aylin Ziem - niemiecka aktorka filmowa i telewizyjna

## Zdarzenia astronomiczne
- 16 kwietnia – zakrycie Saturna przez Księżyc
- 26 maja – półcieniowe zaćmienie Księżyca
- 4 czerwca – została odkryta planetoida Quaoar. Odkrycia dokonali Michael E. Brown oraz Chad Trujillo.
- 10 czerwca – obrączkowe zaćmienie Słońca (Saros 137). Zaczęło się na Morzu Celebes, na północ od indonezyjskiej wyspy Celebes, pas zaćmienia tworzył długą wstęgę przez cały Ocean Spokojny. Poza dwiema małymi wyspami południowego Pacyfiku, Sangihe i Talaud, pas obrączkowego zaćmienia nigdzie nie dotykał lądu. Zakończył się, po przecięciu niemal całej szerokości oceanu, tuż przy brzegach Cabo San Lucas oraz Puerto Vallarta w Meksyku[2].
- 24 czerwca – półcieniowe zaćmienie Księżyca
- 20 listopada – półcieniowe zaćmienie Księżyca
- 4 grudnia – całkowite zaćmienie Słońca (Saros 142). Po zaledwie osiemnastu miesiącach zachodnie wybrzeże Angoli ponownie znalazło się w pasie całkowitego zaćmienia Słońca. Pas zaćmienia był podobny do tego z czerwca 2001, jednak oba te zjawiska były zupełnie różne. W 2001 trwało niemal pięć minut, a obecne trwało niecałe dwie minuty[2].

## Nagrody Nobla
- z fizyki – Raymond Davis, Riccardo Giacconi, Masatoshi Koshiba
- z chemii – Kurt Wüthrich, John B. Fenn, Koichi Tanaka
- z medycyny – Sydney Brenner, Howard Robert Horvitz i John E. Sulston
- z literatury – Imre Kertesz
- nagroda pokojowa – Jimmy Carter
- z ekonomii – Daniel Kahneman

## Święta ruchome
- Tłusty czwartek: 7 lutego
- Ostatki: 12 lutego
- Popielec: 13 lutego
- Niedziela Palmowa: 24 marca
- Pamiątka śmierci Jezusa Chrystusa: 28 marca
- Wielki Czwartek: 28 marca
- Wielki Piątek: 29 marca
- Wielka Sobota: 30 marca
- Wielkanoc: 31 marca
- Poniedziałek Wielkanocny: 1 kwietnia
- Wniebowstąpienie Pańskie: 9 maja
- Zesłanie Ducha Świętego: 19 maja
- Boże Ciało: 30 maja